# Omobono Tenni
Tommaso Omobono Tenni, dit Omobono Tenni, né le 24 juillet 1905 à Tirano et mort le 30 juin 1948 à Bremgarten bei Bern, est un pilote automobile et pilote moto italien, vainqueur du Tourist Trophy de l'île de Man en 1937, champion d'Europe de vitesse moto la même année en 250 cm3, et en 1947 en 500 cm3.

« Je prendrai ma retraite seulement quand j'en aurai trouvé un plus rapide que moi. »

— Omobono Tenni

## Biographie
Omobono Tenni naît à Tirano le 24 juillet 1905. Il grandit en Lombardie et, après la Première Guerre mondiale, part à Trévise où il s'installe en 1920 et trouve un emploi de mécanicien. Il débute très jeune en compétition motocycliste et remporte sa première victoire, à Postumia en Istrie, en 1924 alors qu'il n'a pas vingt ans.
S'ensuit une longue série de succès qui l'amène à Moto Guzzi en 1933. Sa première sortie pour le « Trophée de Vitesse », à Rome sur le cuitcuit du Littorio, le voit lourdement chuter, à 180 km/h, il se relève et tente de repartir, mais sa moto est hors d'usage. La suite est plus favorable avec plusieurs victoires et les titres de champion d'Italie 1934 et 1935 en 500 cm3.
Omobono Tenni s'essaie à la course automobile et l'Officine Alfieri Maserati lui fait confiance pour la saison 1936 en lui confiant le volant d'une Maserati 4CS aux Mille Miglia où il termine cinquième au général et premier de sa catégorie. Il poursuit avec Maserati 4CM dans des courses de voiturettes de moins de 1,5 L, abandonne plusieurs fois, se retire avant certains départs et obtient pour seul et unique résultat, classé à l'arrivée, une deuxième place à l'Eifelrennen des voiturettes.
Tenni remporte le Tourist Trophy de l'île de Man et devient le premier non-Britannique à remporter l'épreuve mannoise, en 1937. Cette même année, il remporte le Grand Prix de Suisse, le Grand Prix d'Europe de la FICM et est sacré champion d'Europe de vitesse moto en catégorie 250 cm3.
Tenni était surnommé par la presse « Il diavolo nero » (le diable noir), en référence à la couleur de sa tenue de course et surtout à son style de pilotage à grosse prise de risque, qualifié de démoniaque.
Au Circuito del Lario 1939, une charrette tractée par un âne échappe au contrôle des organisateurs et se retrouve sur la piste. Tenni, pour l'éviter, finit dans le fossé, se fracture le pied droit et le bras.
Après la Seconde Guerre mondiale, Omobono Tenni retrouve le guidon de sa Moto Guzzi et devient le premier champion d'Europe de vitesse moto de l'après-guerre en catégorie 500 cm3, en 1947. Auréolé de son titre, il se présente au Grand Prix de Suisse 1948 à Bremgarten, sur le circuit qui l'a sacré onze ans plus tôt et meurt dans une collision avant la compétition, lors d'un week-end où les pilotes Achille Varzi et Christian Kautz décèdent également.
La dépouille d'Omobono Tenni est ensuite exposée aux établissements de Moto Guzzi à Mandello del Lario. À l'aube du 4 juillet, le cercueil est transporté à Trévise dans un camion Moto Guzzi drapé de noir, suivi par l'Aéro-club de Trévise, où plusieurs milliers d'admirateurs lui rendent un dernier hommage. Moto Guzzi lui consacre un monument dans son musée le représentant sur une version spéciale de la V11 Le Mans. Le stade de football de Trévise porte le nom du pilote, le Stade Omobono Tenni.

### Citations originales
1. ↑  (it) « Mi ritirerò solo quando avrò trovato uno più veloce di me. »